# ماثيو اولبرايت
ماثيو اولبرايت هو لاعب كرة قدم كندية كندي، ولد في 14 سبتمبر 1991 في دارتموث في كندا.